# 石冈站 (日本)
石冈站（日语：／ Ishioka eki */?）位于茨城县石冈市，是东日本旅客铁道（JR東日本）管辖的鐵路車站。

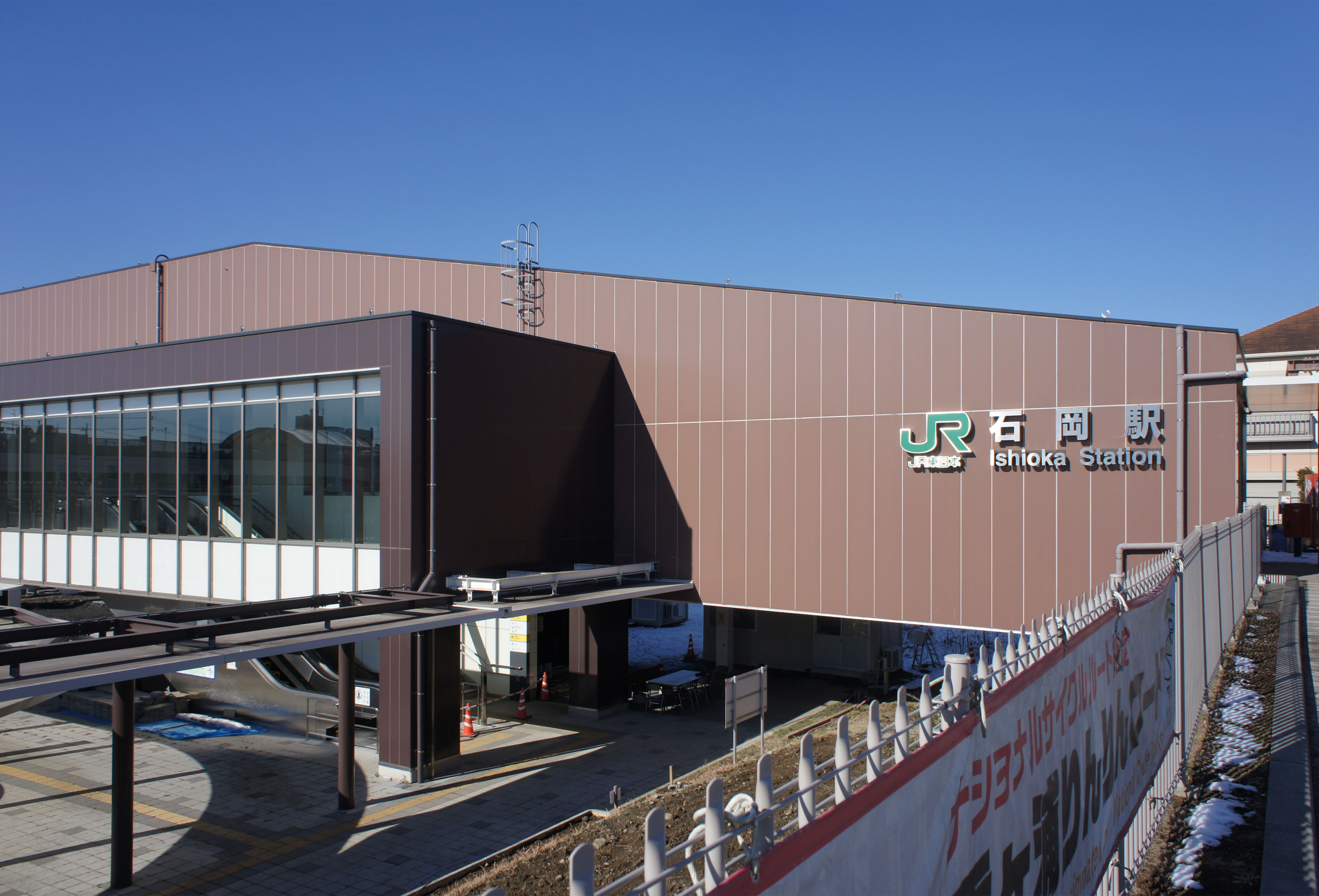
東口（2022年1月）

## 历史
- 1895年11月4日 - 作为日本铁道土浦线车站投入运营。
- 1909年10月12日 - 线路名制定，归属常磐线。
- 1922年9月3日 - 鹿岛参宫铁道开业。
- 1965年6月1日 - 鹿島参宫铁道与常总筑波铁道合并[2]。
- 1987年4月1日 - 国铁分割民营化后成为JR东日本和JR货物车站。
- 2001年
  - 8月 - 鹿岛铁道停止通过货车。
  - 11月18日：JR東日本支持使用Suica。
- 2007年2月4日 - 鹿岛铁道废弃。
- 2011年
  - 3月11日：2011年日本东北地方太平洋近海地震导致车站线路和站台严重受损。
  - 3月31日：重新运营[3]。
- 2015年 - 站房和周边道路改造工程开工。涉及西口站前广场改造、东西联络通道、BRT专用停车场以及新的上跨式站房，共计投资36亿6千万日元[4][5][6][7][8]。
  - 9月5日 - 上跨式站房部分投入使用。
- 2016年
  - 2月18日 - 施工工地内发现6个旧日本军炮弹，自卫队派出工兵处理，包括本站在内的常磐线土浦站至友部站区间停运约4小时[9][10]。
  - 3月30日 - 上跨式站房投入使用[11]。
  - 9月1日：发车音乐变更。

## 车站结构
侧式站台1台1线与岛式站台1台2线构成的地上车站。跨线式站房。
直营站、管理站，负责管理高滨站和羽鸟站。设有绿色窗口（营业时间 7时00分 - 18时30分）、Suica自动闸机和指定席自动售票机。

### 站台配置
| 站台 | 路线    | 方向 | 目的地                                    |
| ---- | ------- | ---- | ----------------------------------------- |
| 1    | ■常磐線 | 下行 | 水户、日立、磐城方向                      |
| 2、3 | ■常磐線 | 上行 | 土浦、上野、東京、品川方向 （上野东京线） |

（來源：JR東日本:車站構內圖 （页面存档备份，存于））

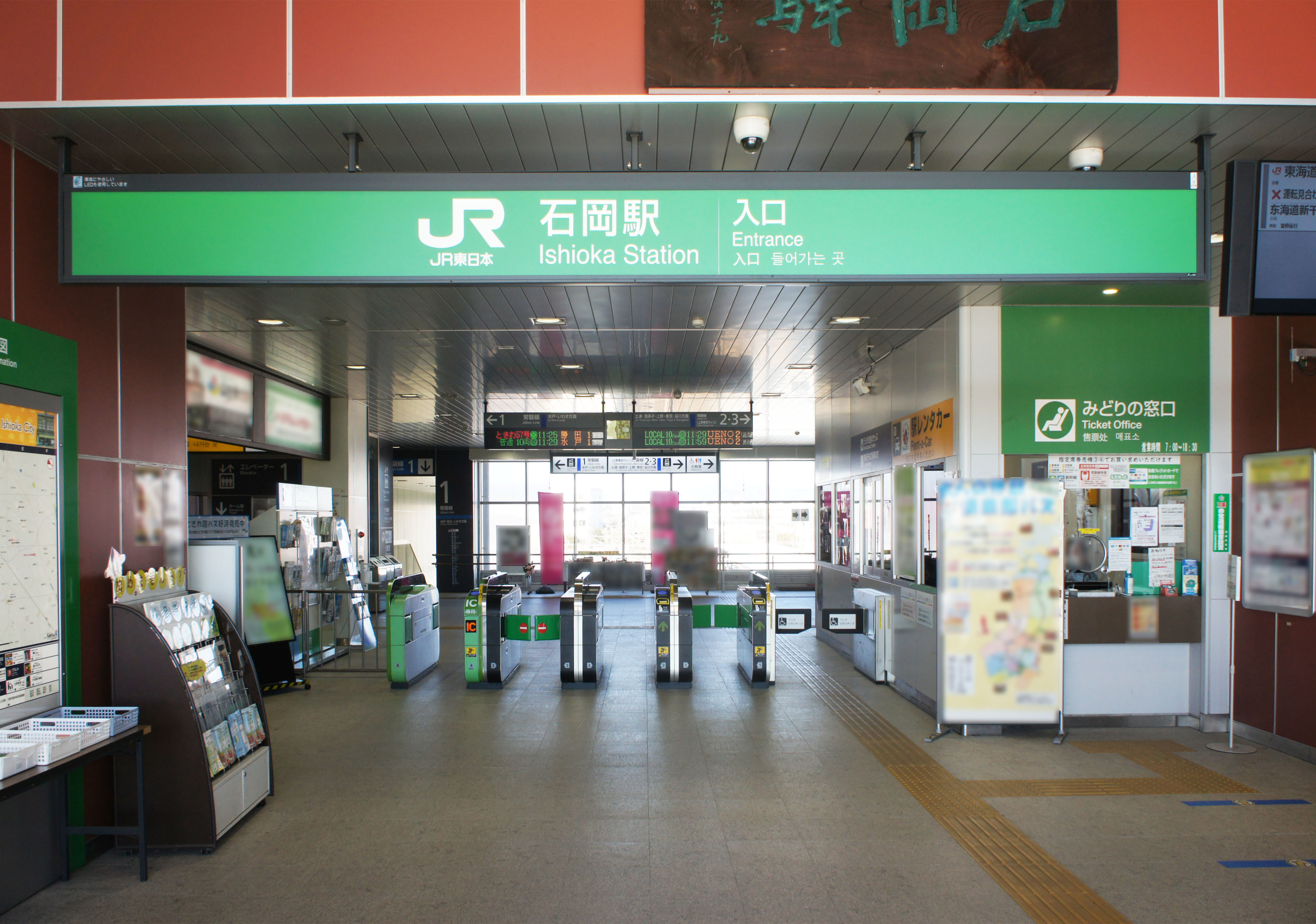
检票口（2022年1月）
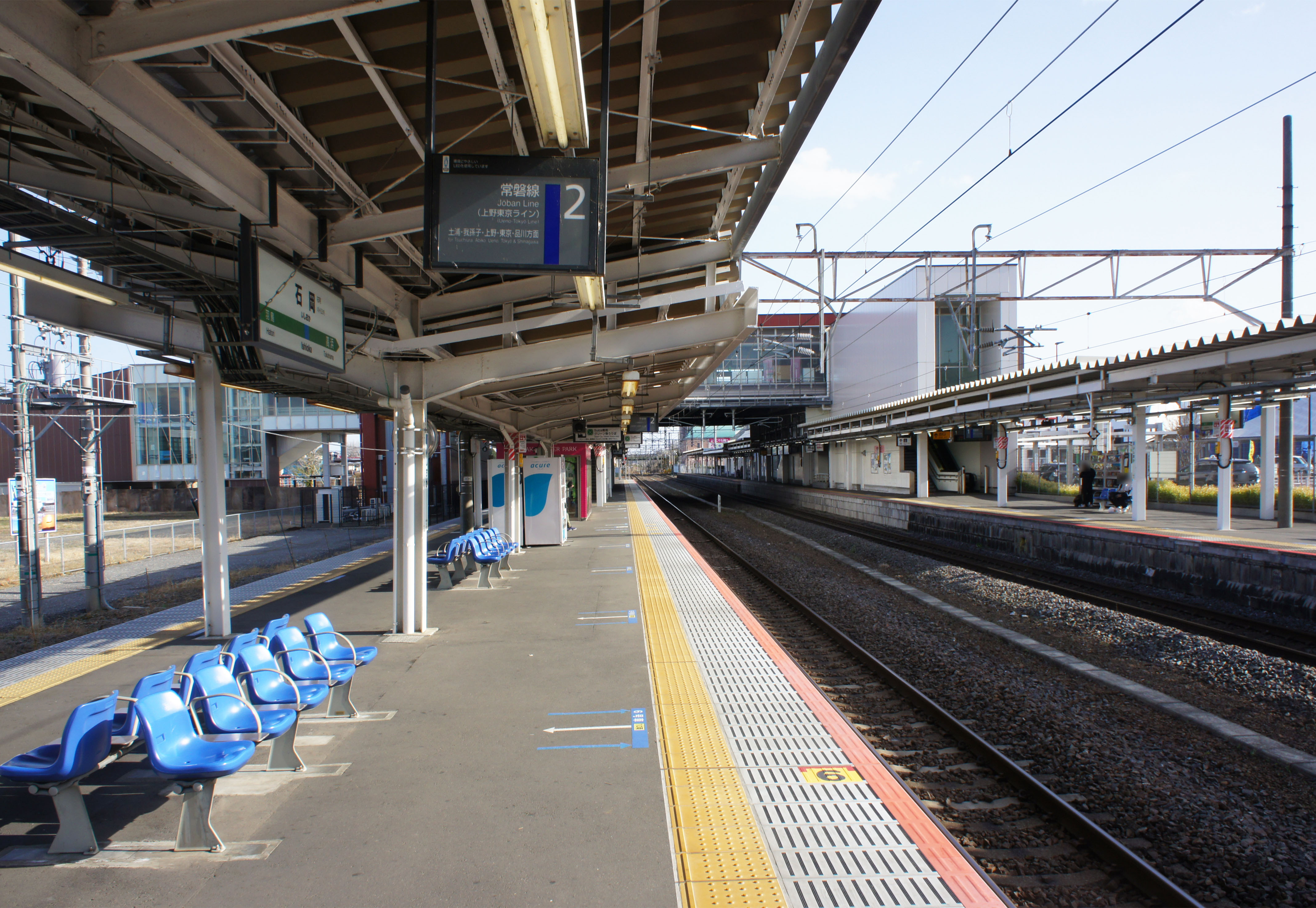
月台（2022年3月）
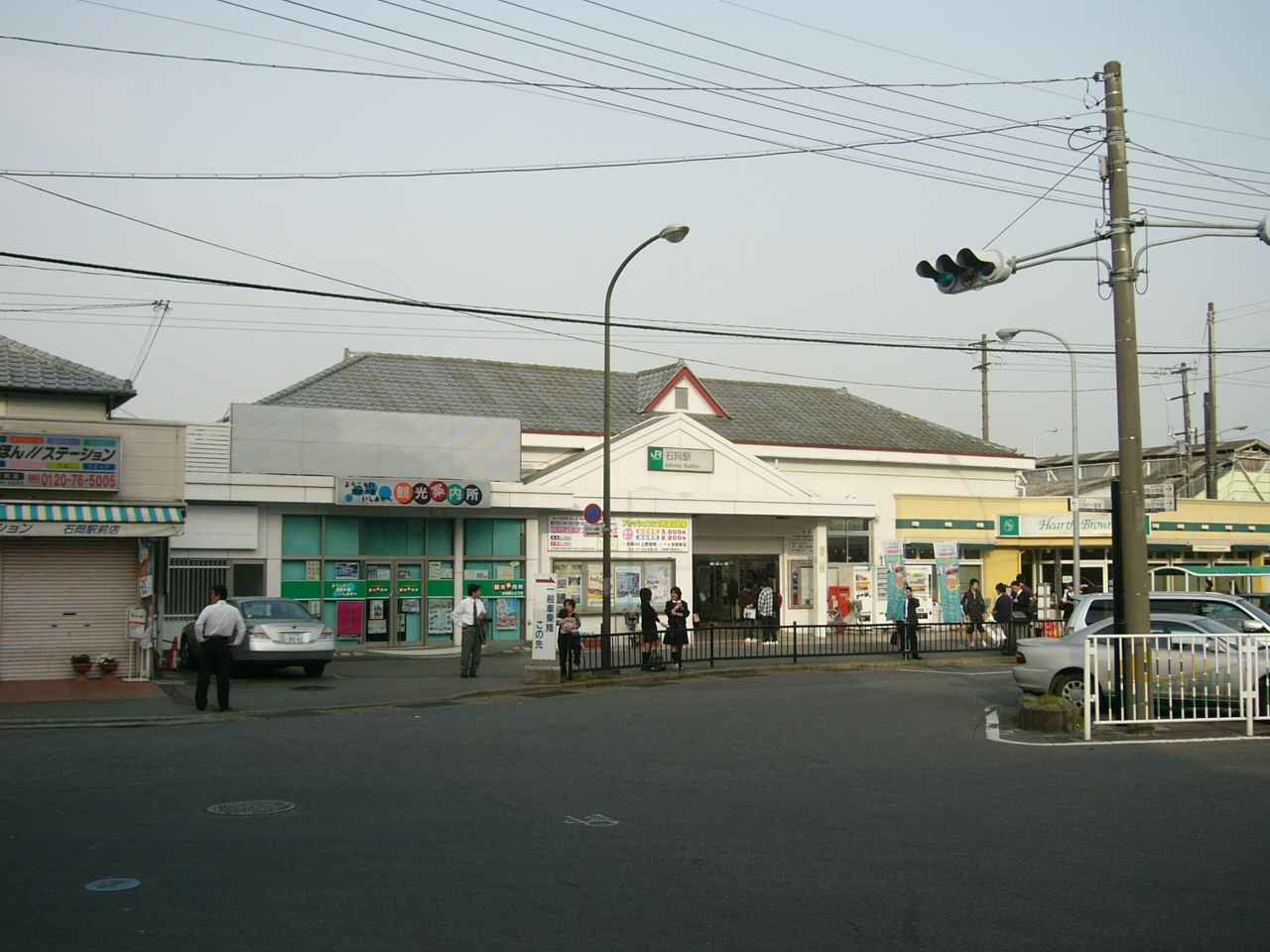
舊站房（2006年5月）

## 使用情况
根據JR東日本，2018年度（平成29年度）1日平均上車人次為5,667人。土浦－水戶站間的常磐線車站當中僅次於赤塚站，上車人次排行第2多。
毎年9月車站西側中心市街地舉辦常陸國總社宮大祭期間，上下車人次增加，車站會十分擁擠。另外，航空自衛隊百里基地舉辦「百里基地航空祭」時此站會開行臨時巴士。
近年的推移如下表。
| 上車人次推移       | 上車人次推移     | 上車人次推移    |
| 年度               | 1日平均 上車人次 | 來源            |
| ------------------ | ---------------- | --------------- |
| 2000年（平成12年） | 6,964            | [ 利用客数 1 ]  |
| 2001年（平成13年） | 6,833            | [ 利用客数 2 ]  |
| 2002年（平成14年） | 6,695            | [ 利用客数 3 ]  |
| 2003年（平成15年） | 6,520            | [ 利用客数 4 ]  |
| 2004年（平成16年） | 6,413            | [ 利用客数 5 ]  |
| 2005年（平成17年） | 6,291            | [ 利用客数 6 ]  |
| 2006年（平成18年） | 6,281            | [ 利用客数 7 ]  |
| 2007年（平成19年） | 6,139            | [ 利用客数 8 ]  |
| 2008年（平成20年） | 6,045            | [ 利用客数 9 ]  |
| 2009年（平成21年） | 5,882            | [ 利用客数 10 ] |
| 2010年（平成22年） | 5,710            | [ 利用客数 11 ] |
| 2011年（平成23年） | 5,595            | [ 利用客数 12 ] |
| 2012年（平成24年） | 5,740            | [ 利用客数 13 ] |
| 2013年（平成25年） | 5,826            | [ 利用客数 14 ] |
| 2014年（平成26年） | 5,702            | [ 利用客数 15 ] |
| 2015年（平成27年） | 5,705            | [ 利用客数 16 ] |
| 2016年（平成28年） | 5,624            | [ 利用客数 17 ] |
| 2017年（平成29年） | 5,642            | [ 利用客数 18 ] |
| 2018年（平成30年） | 5,667            | [ 利用客数 19 ] |

## 相鄰車站
東日本旅客鐵道（JR東日本）
■常磐线
特急列车“常陸”停车站
■普通
高濱－石岡－羽鳥

### 曾經存在的路線
鹿島鐵道
■鹿島鐵道線（廢線）
石岡－石岡南台

### 使用情况
1. ↑  . 東日本旅客鉄道.   [2019-03-06]. （原始内容存档于2019-03-28）.
2. ↑  . 東日本旅客鉄道.   [2019-03-06]. （原始内容存档于2019-03-28）.
3. ↑  . 東日本旅客鉄道.   [2019-03-06]. （原始内容存档于2019-03-28）.
4. ↑  . 東日本旅客鉄道.   [2019-03-06]. （原始内容存档于2019-03-28）.
5. ↑  . 東日本旅客鉄道.   [2019-03-06]. （原始内容存档于2019-03-28）.
6. ↑  . 東日本旅客鉄道.   [2019-03-06]. （原始内容存档于2019-03-28）.
7. ↑  . 東日本旅客鉄道.   [2019-03-06]. （原始内容存档于2019-03-28）.
8. ↑  . 東日本旅客鉄道.   [2019-03-06]. （原始内容存档于2019-03-28）.
9. ↑  . 東日本旅客鉄道.   [2019-03-06]. （原始内容存档于2019-03-28）.
10. ↑  . 東日本旅客鉄道.   [2019-03-06]. （原始内容存档于2019-03-28）.
11. ↑  . 東日本旅客鉄道.   [2019-03-06]. （原始内容存档于2019-03-28）.
12. ↑  . 東日本旅客鉄道.   [2019-03-06]. （原始内容存档于2019-03-28）.
13. ↑  . 東日本旅客鉄道.   [2019-03-06]. （原始内容存档于2019-03-28）.
14. ↑  . 東日本旅客鉄道.   [2019-03-06]. （原始内容存档于2019-03-28）.
15. ↑  . 東日本旅客鉄道.   [2019-03-06]. （原始内容存档于2019-03-28）.
16. ↑  . 東日本旅客鉄道.   [2019-03-06]. （原始内容存档于2019-03-23）.
17. ↑  . 東日本旅客鉄道.   [2019-03-06]. （原始内容存档于2019-03-28）.
18. ↑  . 東日本旅客鉄道.   [2019-07-09]. （原始内容存档于2019-03-21）.
19. ↑  . 東日本旅客鉄道.   [2019-07-09]. （原始内容存档于2019-07-05）.

## 外部連結
- 車站資訊（石岡）：東日本旅客鐵道